# Emscherbruch mit Ewaldsee
Das Naturschutzgebiet Emscherbruch mit Ewaldsee liegt auf dem Gebiet der Stadt Gelsenkirchen in Nordrhein-Westfalen.
Das etwa 38 ha große Gebiet, das den größten Teil des 13 ha großen Ewaldsees umfasst, wurde im Jahr 1997 unter der Schlüsselnummer GE-012 unter Naturschutz gestellt. Es erstreckt sich südwestlich der Kernstadt Herten und südöstlich von Resse, einem Stadtteil von Gelsenkirchen. Am nördlichen Rand des Gebietes verläuft die A 2 und am nordwestlichen Rand die Landesstraße L 638. Östlich erstreckt sich das 81 ha große Naturschutzgebiet Hertener Emscherbruch und verläuft die L 644. 